# Quercus mespilifolia
Quercus mespilifolia — вид рослин з родини букових (Fagaceae), поширений на Індійському субконтиненті й Південно-Східній Азії.

## Опис
Це високе дерево. Молоді гілочки злегка вовнисті. Листки шкірясті, овально-ланцетні, довгасто-ланцетні або довгасті, 11–20 × 4.5–7.5 см; верхівка загострена або майже тупа; основа клиноподібна; край коротко зубчастий у верхівковій половині; верх блискучий і голий; низ тьмяний, спочатку вовнистий, стає безволосим; ніжка листка іржаво запушена, 1–2 см. Чоловічі сережки густо-волотисті. Жолуді яйцеподібні, у довжину 15–18 мм, у діаметрі 12–15 мм; чашечка охоплює 1/2 горіха, у діаметрі 20 мм, заввишки 13 мм, з прибл. 10 концентричними, зубчастими кільцями.

## Середовище проживання
Поширення: Бангладеш, Індія (Маніпур), Лаос, М'янма, Таїланд, В'єтнам. Росте на висотах від 200 до 1000 метрів. Зростає у різних типах лісів, включно з діптерокарповими, сосново-дубовими й сухими вічнозеленими.